# Elezioni generali nel Regno Unito del 1886
Le elezioni generali nel Regno Unito del 1886 si svolsero dal 1º al 27 luglio. Causarono un completo ribaltamento dei risultati delle elezioni del 1885, con il Partito Conservatore guidato da Lord Salisbury con un patto elettorale con i fuoriusciti dell'ala unionista dei liberali, guidati da Spencer Cavendish, VIII duca di Devonshire e Joseph Chamberlain. Il nuovo Partito Liberale Unionista diede ai conservatori la maggioranza parlamentare, ma non costituirono una coalizione formale.
Il Partito Liberale di William Ewart Gladstone, che sosteneva l'home rule per l'Irlanda, e il Partito Parlamentare Irlandese, si posizionarono secondo e terzo. Queste elezioni posero fine al periodo di dominanza liberale, in cui il partito aveva detenuto il potere per 18 dei 27 anni precedenti, ed aveva vinto cinque delle sei elezioni svoltesi in quel periodo. Nei successivi 19 anni, sarebbe stato al governo per soli tre anni.

## Risultati
| Liste | Liste                           | Voti      | %     | Variazione % | Seggi | Variazione seggi |
| ----- | ------------------------------- | --------- | ----- | ------------ | ----- | ---------------- |
|       | Conservatore                    | 1.103.779 | 37,1% | 6,4%         | 317   | 70               |
|       | Liberale Unionista              | 417.107   | 14,0% | —            | 77    | —                |
|       | Liberale                        | 1.353.581 | 45,5% | 1,9%         | 191   | 128              |
|       | Parlamentare Irlandese          | 97.905    | 3,3%  | 3,6%         | 85    | 1                |
|       | Indipendenti Liberali           | 1.247     | 0,1%  | —            | 0     | —                |
|       | Indipendenti Liberali Unionisti | 544       | 0,0%  | —            | 0     | —                |

|                                   |                                   |  |        |        |
| --------------------------------- | --------------------------------- |  | ------ | ------ |
| Conservatori e Liberali Unionisti | Conservatori e Liberali Unionisti |  | 51,14% | 51,14% |
| Liberali                          | Liberali                          |  | 45,51% | 45,51% |
| Parlamentari Irlandesi            | Parlamentari Irlandesi            |  | 3,29%  | 3,29%  |
| Indipendenti                      | Indipendenti                      |  | 0,06%  | 0,06%  |

|                                   |                                   |  |        |        |
| --------------------------------- | --------------------------------- |  | ------ | ------ |
| Conservatori e Liberali Unionisti | Conservatori e Liberali Unionisti |  | 58,66% | 58,66% |
| Liberali                          | Liberali                          |  | 28,66% | 28,66% |
| Parlamentari Irlandesi            | Parlamentari Irlandesi            |  | 12,69% | 12,69% |